# Moraea trifida
Moraea trifida är en irisväxtart som beskrevs av Robert Crichton Foster. Moraea trifida ingår i släktet Moraea och familjen irisväxter. Inga underarter finns listade i Catalogue of Life.